# Harpaglossus
Harpaglossus is een geslacht van kevers uit de familie van de loopkevers (Carabidae). De wetenschappelijke naam van het geslacht is voor het eerst geldig gepubliceerd in 1858 door Motschulsky.

## Soorten
Het geslacht Harpaglossus omvat de volgende soorten:
- Harpaglossus laevigatus (Dejean, 1828)
- Harpaglossus obscurus (Chaudoir, 1856)
- Harpaglossus opacus (Chaudoir, 1856)
- Harpaglossus politus (Chaudoir, 1856)